# Het wezen van het christendom

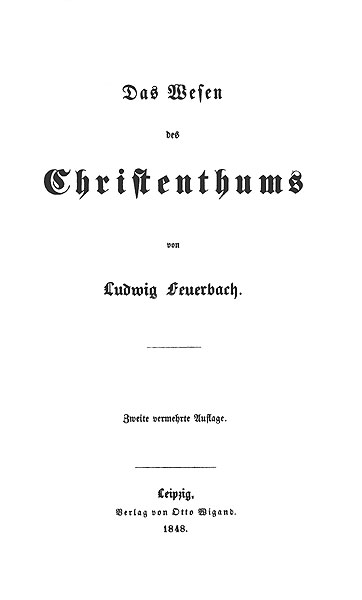
Titelblad van de tweede uitgave uit 1848

Het wezen van het christendom (oorspronkelijke Duitse titel: Das Wesen des Christentums, later uitgegeven als Das Wesen des Christenthums) is een werk uit 1841 van de Duitse filosoof en antropoloog Ludwig Feuerbach. In dit werk presenteerde hij zijn begrip van humanisme en christendom en ontwikkelde hij een filosofie waarin de mens, en niet God, het middelpunt is van de religieuze ervaring. 
Het werk is de centrale tekst van zijn religiekritiek en een belangrijke publicatie van de godsdienstfilosofie van de 19e eeuw, toen de kritiek op religie en in het bijzonder het christendom in een stroomversnelling raakte. Het werd een sleutelwerk binnen de geschiedenis van de moderne religiekritiek en het humanistische denken. Het heeft niet alleen invloed gehad op latere filosofen zoals Karl Marx en Friedrich Nietzsche en de psycholoog Sigmund Freud, maar ook op theologen en cultuurcritici.
Het boek betekende niet alleen Feuerbachs intellectuele doorbraak, maar markeerde ook een radicale breuk met het Duitse idealisme, in het bijzonder met Hegeliaanse systeem. Feuerbachs benadering van religie was revolutionair: hij stelde dat religie geen openbaring zou zijn van een bovennatuurlijke werkelijkheid, maar een projectie van het menselijke wezen zelf, vanuit eigen onmacht. 
In 1851 vulde Feuerbach het werk aan met zijn Vorlesungen über das Wesen der Religion: nebst Zusätzen und Anmerkungen (heruitgave 1981). 

## Achtergrond
Feuerbach was een leerling van Hegel aan de Universiteit van Berlijn, maar keerde zich al vroeg af van diens abstracte idealisme. Terwijl Hegel onder God de manifestatie van "de absolute Geest" verstond die zich ontwikkelde in de geschiedenis, vond Feuerbach deze benadering onpersoonlijk, abstract en onbegrijpelijk. In plaats van een filosofie van het Absolute zocht Feuerbach naar een filosofie van de concrete mens.
Hij behoorde tot de zogenaamde Jong-Hegelianen of Links-Hegelianen, een groep denkers die Hegels filosofie gebruikte om instituties zoals de kerk en de staat ter discussie te stellen. Tot deze groep behoorden ook David Friedrich Strauss, Bruno Bauer en Karl Marx. Waar Strauss zou hebben aangetoond dat de evangeliën mythen waren en Bauer zich richtte op historisch-kritische theologie, gaf Feuerbach de religiekritiek een antropologisch-filosofisch fundament.
Feuerbachs Het wezen van het christendom (Das Wesen des Christentums) werd in 1841 gepubliceerd bij Otto Wigand en was onmiddellijk controversieel. Het boek kreeg veel publieke aandacht en veroorzaakte zowel verontwaardiging bij theologen als bewondering bij vrijdenkers. Friedrich Engels zei later dat Feuerbach hen "de beslissende slag toebracht" die hen bevrijdde van de metafysica.

## Beschrijving
Het boek is duidelijk gestructureerd rond een introductie, twee thematisch onderscheiden hoofdblokken (het ware menselijke wezen achter religie, en de valse theologische projecties) met elk hun hoofdpunten:
- een introductie (of “Einleitung”) bestaande uit hoofdstuk 1 en 2: Feuerbach schetst hier wat hij verstaat onder menselijk wezen en religie. Hij betoogt dat religie de weerspiegeling is van het menselijke zelfbewustzijn: de mens projecteert zijn innerlijk als goddelijke eigenschappen. Hoofdstuk 1,Das Wesen des Menschen im allgemeinen, onderzoekt het algemene wezen van de mens, hoofdstuk 2 dat van religie als expressie van menselijke behoeften en verlangens: menselijk bewustzijn, verstand, liefde en wil vormen de kern van religieuze projecties — de basis voor later godsideeën. In hoofdsttuk 2,Das Wesen der Religion im allgemeinen, wordt religie door hem beschouwd als menselijke spiegeling — projectie van menselijke eigenschappen en verlangens op een bovennatuurlijk wezen. God is de mens in objectieve vorm.
Eerste deel (Das wahre, d.i. anthropologische Wesen der Religion), hoofdstukken 3–19; Feuerbach analyseert diverse christelijke doctrines en symbolen vanuit hun antropologische betekenis:
Hoofdstukken 3–5 bespreken God als verstand, geweten en liefde (verstand, moraal, hart).
6–8: lijden, triniteit, incarnatie, het Logos als reflectie van menselijke gemoedstoestand.
9–12: schepping, natuur, voorzienigheid, mystiek, de zionistische oorsprong in Jodendom.
13–19: geloof, gebed, wonder, verrijzenis, Christus, celibaat en de opvatting van leven na de dood — steeds als projectie van menselijke verlangens naar morele en existentiële zelfverwerkelijking;
- Tweede deel (Das unwahre, d.i. theologische Wesen der Religion), hoofdstukken 20–28: Hier keert Feuerbach zich tegen de theologische doctrine wanneer God als een aparte, objectieve entiteit wordt gezien:
Hoofdstuk 20 definieert de religieuze invalshoek zelf.
Hoofdstukken 21–27 beschrijven systematisch de interne inconsistenties: de paradox in Gods bestaan, openbaring, wezen, speculatieve leer, triniteit, sacramenten, en de spanning tussen geloof en liefde.
Hoofdstuk 28 biedt een slottoepassing en synthese: religie in deze zin is schadelijk voor de mens en ontneemt autonomie, in plaats van echte menselijkheid te bevordere
Bijlage met toelichtingen, opmerkingen, en literatuurverwijzingen.
Voor Feuerbach is het uitgangspunt de veronderstelling dat dieren evengoed over een bewustzijn beschikken als mensen, maar daarentegen geen enkele religie lijken te hebben. Wat voor hem relevant lijkt, is het vermogen van het individu zichzelf te zien in relatie tot het genus. Daarmee beweegt hij zich in de traditie van Hegel.
De “generieke functies” denken en spreken hebben betrekking op de gemeenschap, maar kunnen ook door individuen alleen worden uitgevoerd. Het individu is “ik en jij tegelijkertijd”, hij/zij plaatst zichzelf tegelijkertijd in de plaats van een ander (een opvatting die in de 20e eeuw verder zou worden uitgewerkt door de filosoof Levinas. De acties van dieren daarentegen zijn beperkt tot wat onmiddellijk wordt gegeven; Een rups die op bepaalde planten leeft, ‘denkt’ bijvoorbeeld niet verder dan die planten, hij kan die planten alleen van andere onderscheiden.
Ter vergelijking: het menselijk bewustzijn lijkt daarentegen onbeperkt. Voor Feuerbach zijn rede, wil en liefde de centrale essentiële kenmerken van mensen vergeleken met dieren. In elk bewustzijn dat het individu heeft van een object, wordt hij/zij zich bewust van de werkelijke eindigheid en beperking ervan door deze drie fundamenteel onbeperkte capaciteiten.
De mens heeft echter de neiging de eigen beperkingen tot de beperkingen van de soort te verklaren: wat voor jezelf onbegrijpelijk is, moet ook voor anderen onbegrijpelijk zijn: ik hoef me dus niet te schamen omdat mijn begrip eindig is.
Muziek is zo volgens Feuerbach bijvoorbeeld "een monoloog van gevoel". Indien ik geen gevoel voor muziek in mij zou heben,, kan ik muziek niet als zodanig herkennen: dan betreft het voor mij slechts lawaai. Hetzelfde geldt volgens hem ook voor religieuze gevoelens. Indien ik geen religieus gevoel in mij heb, kan ik niets religieus herkennen. Religie is dus slechts een gevoel in mezelf. Het religieuze ontstaat in mezelf, dus het object dat het religieuze gevoel in mij oproept, is variabel buiten mij. Het gevoel is atheïstisch in de zin van een orthodox geloof, waarbij religie gekoppeld is aan een extern object; het ontkent een objectieve God - hij is God voor zichzelf.
Dezelfde relatie die gevoel heeft met elke andere kracht, vaardigheid, potentie, realiteit en activiteit.
De wezens van een ander, hoger soort die de mens zich voorstelt, zijn altijd begiftigd met essentiële bepalingen die hij uit zijn eigen wezen haalt, bepalingen waarin hij alleen zichzelf weerspiegelt.
Het object van de mens is niets anders dan zijn objectieve wezen zelf. Hoe de mens denkt, hoe hij/zij denkt, zo is zijn/haar God. De kennis van God is daarom de zelfkennis van de mens. De mens is zich hiervan echter niet bewust. Hij plaatst zijn wezen eerst buiten zichzelf voordat hij het in zichzelf vindt. De mens objectiveert zijn wezen en aanbidt het in de vorm van een object.
De religie zou toegeven dat de kenmerken van God menselijk zijn. Dit zegt echter niets over God. De mens kan zich God alleen maar voorstellen als God. Daarom is het beeld van God mensachtig, wat niet betekent dat God werkelijk zo zu zijn.
Iedereen die twijfelt aan de waarheid van zijn beeld van God, dient ook te twijfelen aan het bestaan van God in het algemeen. Het hoogste voor de mens is het bestaan. Daarom is God voor hem een bestaande God. God is het grootste wat men zich kan voorstellen: indien een vogel zich God zou voorstellen, zou zijn God vleugels hebben, want voor een vogel is er immers niets groter dan het hebben van vleugels.
De mens gaat er nog steeds van uit dat zijn idee van God overeenkomt met Gods werkelijkheid. Indien de mens deze aanspraak op zijn beeld van God niet zou hebben, zou geloof willekeurig zijn.
De goden van mensen komen overeen met zichzelf. Een god die in een tempel leeft, bestaat pas sinds mensen in huizen hebben gewoond. Voor de oude Germaanse volkeren was de deugd van oorlog hun hoogste deugd. Daarom was hun oppergod de god van de oorlog - Odin.
Een echte atheïst is dus alleen iemand voor wie deze predicaten als liefde, wijsheid en rechtvaardigheid niets zouden betekenen.
Het predikaat is het werkelijke onderwerp van menselijke aanbidding. Dit is vergeten door de combinatie van verschillende predicaten in een goddelijk onderwerp.
Religies rechtvaardigen het parallellisme van menselijk gewaardeerde en goddelijke predicaten door te stellen dat dit slechts de selectie betreft van de goddelijke predicaten die mensen herkennen. God zou over oneindig veel meer predicaten beschikken.
In religie zijn antropomorfismen (toeschrijving van menselijke kenmerken aan goden) geen antropomorfismen.
Een kwaliteit is niet goddelijk omdat God die heeft, maar God heeft ze in Feuerbachs projectietheorie omdat ze zelf goddelijk is, want zonder die eigenschap is God een gebrekkig wezen.
In de spiegel van de oneindig goede God herkent de mens zichzelf als beperkt. Om God te aanbidden maken mensen zichzelf klein en geven ze toe dat ze, in tegenstelling tot God, slechts in beperkte mate goed, liefdevol, wijs enz. zijn. Door God herkent de mens wat hij zelf niet is, maar zou moeten zijn en daarom kan zijn. Want een moeten zonder kunnen zou belachelijk zijn.
Zolang de mens God als goed aanbidt, beschouwt hij zichzelf als goed, aangezien God slechts de uiterlijk uitgedrukte eigenschappen van de mens is.
De Israëliet liet het aan God over om alle beslissingen voor hem te nemen. Tot dan toe was alles in de wet geregeld, hoe hij zich moest wassen en wat hij moest eten. De christen daarentegen beslist zelf over deze uiterlijke zaken. De christen stopt in zichzelf wat de Israëliet buiten zichzelf in God stopte. God verandert dus in de geschiedenis afhankelijk van wat de mens in zichzelf bewaart of van zichzelf overdraagt naar een onderwerp dat voortkomt uit zijn verbeelding.

### Structuur
Het boek is verdeeld in twee grote delen:

#### Deel I: De ware of menselijke essentie van de religie
Hier ontwikkelt Feuerbach zijn centrale these: religie is in wezen de projectie van het menselijke wezen naar buiten toe. Alles wat de mens in God aanbidt, zijn eigenlijk menselijke eigenschappen, maar dan verabsoluteerd, geobjectiveerd en ontdaan van hun menselijke context. 
Bijvoorbeeld:
- God is almachtig → de mens verlangt naar macht.
- God is alwetend → de mens idealiseert kennis.
- God is goed → de mens hunkert naar morele volmaaktheid.

Feuerbach schrijft:
"God is niets anders dan de vergoddelijking van het menselijke wezen."
In dit deel benadrukt Feuerbach de oorsprong van religie in het gemoed en het gevoel. Hij noemt liefde het "wezen van de religie". Hij benadrukt echter dat dit een menselijke liefde is, die geprojecteerd wordt op een goddelijk object. Volgens hem is religie een vorm van ¨onbewust zelfbewustzijn¨: de mens vereert zijn/haar eigen essentie zonder dit te beseffen.

#### Deel II: De onware of theologische essentie van de religie
In dit deel bekritiseert Feuerbach de wijze waarop religie zichzelf vervreemdt van de mens. Zodra de mens zijn eigen wezen buiten zichzelf plaatst, ontstaat er een afhankelijkheidsrelatie:
- De mens onderwerpt zich aan God.
- De mens erkent zijn zondigheid en nietigheid.
- De mens verliest zichzelf in een illusie van verlossing en genade.

Feuerbach spreekt hier van "vervreemding", een term die later door Marx systematischer zal worden uitgewerkt. De religieuze mens ontkent zijn eigen waarde en kracht door die over te dragen of af te staan aan een bovennatuurlijke entiteit. Daarmee ondermijnt religie het autonome zelfbewustzijn van de mens.
Feuerbach stelt:
"De mens is het begin, het middelpunt en het einde van de religie."
Religie berust volgens Feuerbach op een fundamentele omkering: de mens meent dat hij door God geschapen is naar diens beeld, terwijl het in werkelijkheid omgekeerd is: de mens heeft God geschapen naar het zijne.

### Methodologie en stijl
Feuerbachs werk onderscheidt zich van dat van zijn tijdgenoten door zijn toegankelijke stijl. In tegenstelling tot Hegels abstracte terminologie, schrijft Feuerbach helder, retorisch krachtig en gericht op een breder publiek. Hij gebruikt weinig vakjargon en maakt veel gebruik van voorbeelden uit het dagelijks leven, emoties en menselijke relaties.
Zijn methode is hermeneutisch en psychologisch: hij leest religieuze symbolen niet als waarheidsovereenkomende beschrijvingen, maar als uitdrukkingen van menselijke innerlijkheid. Daarmee is hij een voorloper van moderne fenomenologie en symbolische interpretatie.

## Filosofische implicaties

### Antropologie als basis voor religiekritiek
Feuerbach introduceert een nieuw paradigma: in plaats van metafysica of theologie kiest hij voor antropologie als uitgangspunt. Hij wil de mens begrijpen als een natuurlijk, voelend, verlangend en sociaal wezen. De religiekritiek is geen aanval op geloof op zich, maar een oproep tot zelfkennis:
"De theologie is in feite antropologie."

### Religie als vervreemding
Religie is voor Feuerbach een vorm van vervreemding: de mens projecteert zijn meest wezenlijke eigenschappen buiten zichzelf, wat leidt tot zelfontkenning. In plaats van zichzelf als schepper van waarden te erkennen, buigt hij voor een denkbeeldige autoriteit.
Deze vervreemding is vooral zichtbaar in de christelijke leer van de zonde, de genade en de verlossing. De mens is niet in staat zichzelf te aanvaarden zonder bemiddeling van een hogere macht, wat hem gevangen houdt in afhankelijkheid.

### Kritiek op idealisme
Feuerbach keert zich expliciet tegen het Hegeliaanse idealisme, waarin de wereld begrepen wordt als de manifestatie van de Geest. Hij vindt deze visie abstract en los van de werkelijkheid. Filosofie moet zich niet richten op het denken van het denken, maar op het concrete, zintuiglijke, levende mens-zijn. In zijn latere werk Grundsätze der Philosophie der Zukunft(1843) formuleert hij dit als volgt:
"De nieuwe filosofie maakt de mens met de mens tot maatstaf van de waarheid."

## Invloed
Het boek wordt vaak beschouwd als een klassieker van het humanisme en het magnum opus van de auteur.
Zijn tijdgenoten Karl Marx en Friedrich Engels werden sterk beïnvloed door het boek, hoewel ze Feuerbach bekritiseerden vanwege zijn inconsistente omarming van het materialisme, met name Marx in het door hem geschreven eerste deel van hun verzameling polemische teksten uit 1846, die omdat ze geen uitgever konden vinden pas in de jaren 30 van de 20e eeuw zouden verschijnen onder de verzameltitel De Duitse ideologie (Die deutsche Iedologie), dat speciaal gewijd was aan de opvattingen van Feuerbach. Het werd pas in 1932 voor de eerste keer gepubliceerd door David Riazanov van het Marx-Engels Instituut in Moskou. Deel I van De Duitse ideologie wekt de indruk te zijn geschreven als een uitgewerkte versie van Marx' eerdere "Stellingen over Feuerbach". Als zodanig is het werk een herformulering van de theorie van de geschiedenis die later bekend worden als het "historisch materialisme". In 1935 publiceerde de CPH-uitgeverij Pegasus de Nederlandse vertaling:Ludwig Feuerbach en het einde van de Duitse klassieke filosofie - Stellingen over Feuerbach.
Feuerbachs theorie van vervreemding zou later door Marx worden gebruikt in de zijne: in 1888, vijf jaar na Marx' overlijden, verscheen het aan Engels toegeschreven werk over Marx' kritiek op Feuerbach onder de titel Ludwig Feuerbach und der Ausgang der klassischen deutschen Philosophie (Nederlandstalige vertaling: Ludwig Feuerbach en het einde van de klassieke Duitse filosofie - Karl Marx over Feuerbach uit het jaar 1845, 1970).
Max Stirner richtte zijn Der Einzige und sein Eigentum ertegen. In plaats van een simpele polemiek hekelde Stirners werk vooral Feuerbachs ideeën over ¨God¨ en ook over ¨de mensheid¨ als menselijke abstracties (ter verhulling van wat hij betitelde als hun ¨onvrijwillige egoïsme¨) als basis voor zijn kritiek op Feuerbach.

### Karl Marx
Karl Marx was sterk geïnspireerd door Feuerbach, met name zijn projectietheorie en zijn opvatting van religie als vervreemding. In zijn Thesen über Feuerbach (1845) waardeert hij Feuerbachs doorbraak, maar bekritiseert hij tevens diens contemplatieve houding. Volgens Marx moet filosofie niet slechts de wereld interpreteren, maar haar veranderen. Hij herhaalt dit in een beroemde notitie uit 1847. Marx ontwikkelt de notie van vervreemding verder in sociaal-economische termen, met religie als bijverschijnsel van maatschappelijke onderdrukking.

### Friedrich Nietzsche
Hoewel Nietzsche nergens in zijn werk op Feuerbachs analyse ingaat, blijkt hij die wel te waarderen, maar tevens diens humanistische eindpunt te verwerpen. Terwijl Feuerbach God door de mens vervangt, pleit Nietzsche voor een radicaal afrekenen met alle metafysica, inclusief het humanisme. Bij Nietzsche leidt de door hem gecontateerde ¨dood van God¨ tot een crisis van waarden die slechts overwonnen kan worden door een "Umwertung aller Werte".

### Sigmund Freud
Freud neemt Feuerbachs projectietheorie over en werkt die verder uit in zijn werk Die Zukunft einer Illusion (1927). Daarin beschfijft hij religie als een collectieve wensvervulling, die haar oorsprong vindt in de kinderlijke behoefte aan een vaderfiguur. Hoewel Freud zich beroept op de psychologie in plaats van filosofie, blijft de kernidee Feuerbachiaans.

### Moderne theologie
Ook theologen zoals Paul Tillich, Rudolf Bultmann en Dorothee Sölle hebben Feuerbachs kritiek op het geloof serieus genomen. Tillich stelde dat theologie niet als objectieve beschrijving van God kan bestaan, maar slechts als uitdrukking van het menselijk "ultimate concern". Bultmann benadrukte de existentiële interpretatie van het geloof en keert zich tegen het literalistisch bijbelbegrip.

## Uitgaven
- Ludwig Feuerbach - Das Wesen des Christentums, uitg. Otto Wigand, Leipzig, 1841

- (1841) Das Wesen des Christenthums, uitg. Leipzig: Otto Wigand.
- (1843)  Das Wesen des Christenthums, uit. Leipzig: Otto Wigand.
- (1848)  Das Wesen des Christenthums, uitg. Leipzig: Otto Wigand. Google (NYPL)
- (1849)  Ludwig Feuerbach's sämmtliche Werke. Deel 7. uitg. Leipzig: Otto Wigand. Google (Oxford)
- (1883) . Das Wesen des Christentums, uitg. Leipzig: Otto Wigand.
- (1903) Das Wesen des Christenthums, geredigeerd door Wilhelm Bolin, Stuttgart 1903
- (1984) Das Wesen des Christenthums, geredigeerd door Werner Schuffenhauer, 1984

## Vertaling
- Ludwig Feuerbach - Het wezen van het christendom, vertaald door Karel D’huyvetters, 2025